# Calpella (Californie)
Calpella est une census-designated place du comté de Mendocino, dans l'État de Californie, aux États-Unis,. En 2020, elle compte une population de 799 habitants.